# Infected Mushroom
Infected Mushroom est un duo musical de trance psychédélique Israélien, originaire d’Haïfa. Le groupe est formé en 1996 par Amit Duvdevani et Erez Eisen. Le duo connaît un succès croissant ; il est l'un des plus connus du genre aussi bien à l'échelle nationale qu'internationale,.

## Biographie

### Débuts (1996–2004)

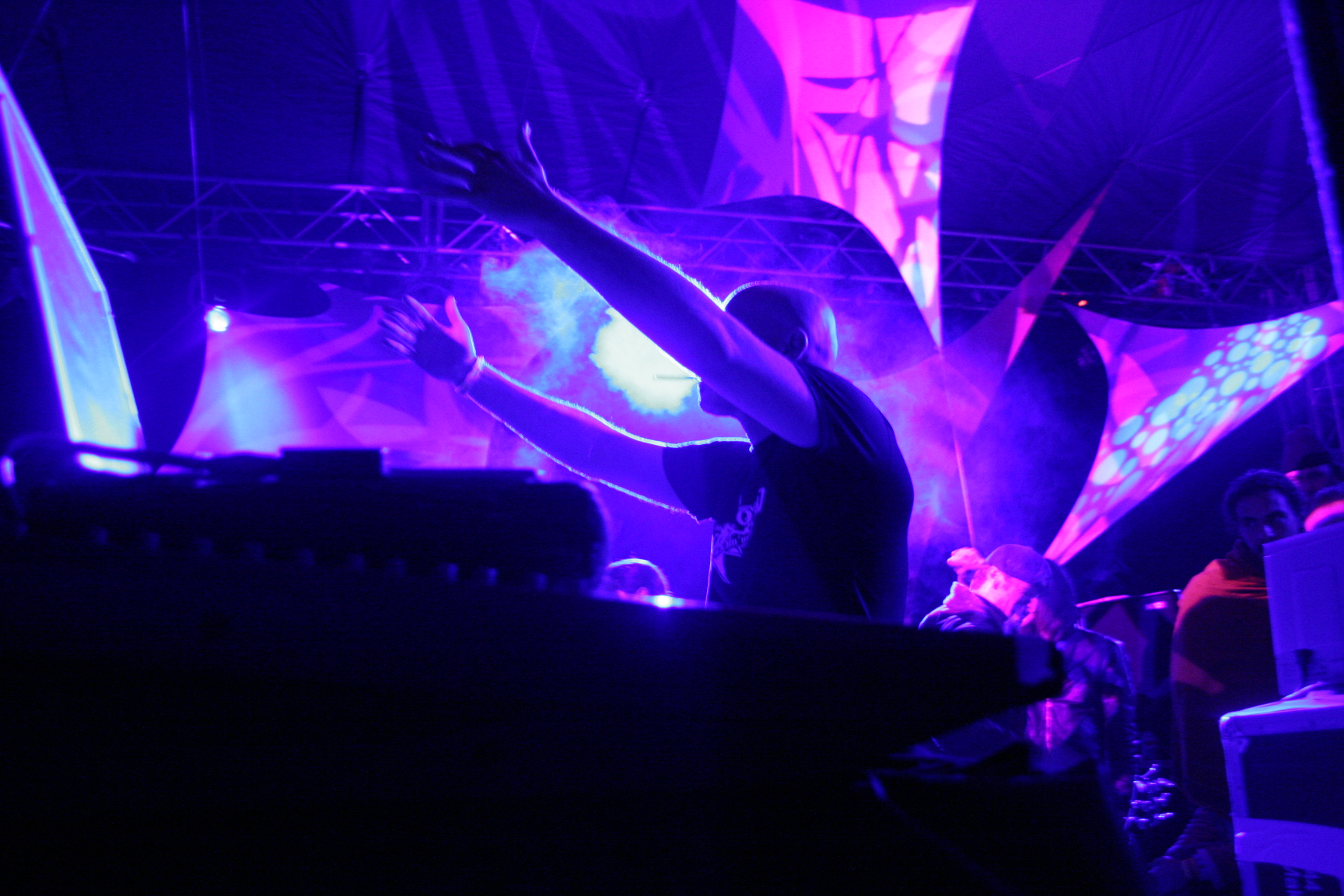
Amit Duvdevani, en concert à Soulclipse.

Avant de se rencontrer, Erez et Duvdev pratiquaient déjà la musique depuis leur enfance, en particulier le piano. Le nom du projet, qui signifie littéralement « champignon infecté », est tiré d'un des groupes de punk rock dans lesquels Duvdev jouait et composait auparavant.
Le groupe fait son premier concert en Israël devant une quinzaine d'amis. Ils font leur premier concert à l'international en Suède en 1997.
Le premier album du groupe, The Gathering, est publié en 1999, et devient un classique du genre trance psychédélique. Infected Mushroom réalise ensuite d'autres albums qui remportent un succès croissant auprès du public, ce qui fait de ce duo israélien un des plus grands groupes de trance psychédélique. Ce succès est probablement dû en grande partie à l'accessibilité, mais surtout à l'éclectisme dont fait preuve le groupe, notamment dans l'album Classical Mushroom, sorti en 2000, où figurent des titres mêlant sonorités trance et instruments classiques (notamment guitare et piano). La richesse mélodique du duo est régulièrement acclamée mais c'est surtout la versatilité sonore du groupe, la qualité et l'originalité des sons utilisés dans leurs compositions qui leur confèrent un statut particulier chez certains fans. Parallèlement à ses créations, le groupe est en représentation permanente dans de nombreux pays à travers le monde, principalement en Israël, mais aussi dans les pays où la trance psychédélique est relativement populaire, comme au Brésil, aux États-Unis, en Allemagne ou au Portugal[réf. nécessaire].
En 2003, l'album Converting Vegetarians amorce un changement de cap : la face Trance Side reste dans la lignée des albums précédents , la face The Other Side est une véritable surprise, des rythmes plus doux et des accents moins psychédéliques. En contrepartie, l'apparition de paroles écrites, d'instruments plus variés montrent le potentiel caché du groupe, les mélodies caractéristiques de Erez sont toujours là, et les expérimentations de Duvdev sont plus poussées. Michele Adamson participe à trois titres : Blink, Ballerium, et Illuminaughty. L'évolution du groupe est débattue. D'un côté les fans de la première heure habitués aux fortes influences psychédéliques avouent ne pas saisir l'intérêt de cette bifurcation considérée comme « commerciale » par certains ; de l'autre côté les fans les plus récents, ou tout simplement plus ouverts, séduits par ce style unique et puissant, ne cessent de supporter le groupe[réf. nécessaire].

### IM the Supervisoret popularité (2004–2007)
L'album IM the Supervisor qui suit semble renouer avec les rythmes soutenus des débuts ; cependant une touche « cheap trance » lui colle à la peau, ce qui lui vaut d'être catalogué[Par qui ?] comme « l'album commercial »[réf. nécessaire]. Sa pochette est ornée d'une œuvre graphique de David Ho. En décembre 2004, le groupe quitte Haifa (Israël) pour s'installer à Los Angeles, afin de se rapprocher de son plus gros public (en Amérique du Sud et en Amérique du Nord), et pour enregistrer dans un studio plus performant. Ce voyage sera le début d'une évolution jugée importante par le groupe, avec notamment l'intégration comme nouveau membre d'Erez Netz, guitariste célèbre en Israël, et présentateur d'une émission consacrée à l'apprentissage de la guitare sur la télévision israélienne[réf. nécessaire].

### DeVicious DeliciousàHead of NASA(depuis 2007)
Vicious Delicious sorti en 2007 connaît un grand succès et élargit le public du groupe. Le chant prend une place de plus en plus importante dans leurs chansons. Ce succès pourrait s'expliquer notamment par le mélange des styles de l'album : Heavyweight fait assez rock avec de longs solos de guitare, tandis que le titre Artillery sonne hip-hop, un style jusqu'alors inexploré par le groupe. Avec cet album, Infected Mushroom s'éloigne de plus en plus de la psytrance[réf. nécessaire]. En 2007, Infected Mushroom atteint la 9e place du DJ Mag Top 100.

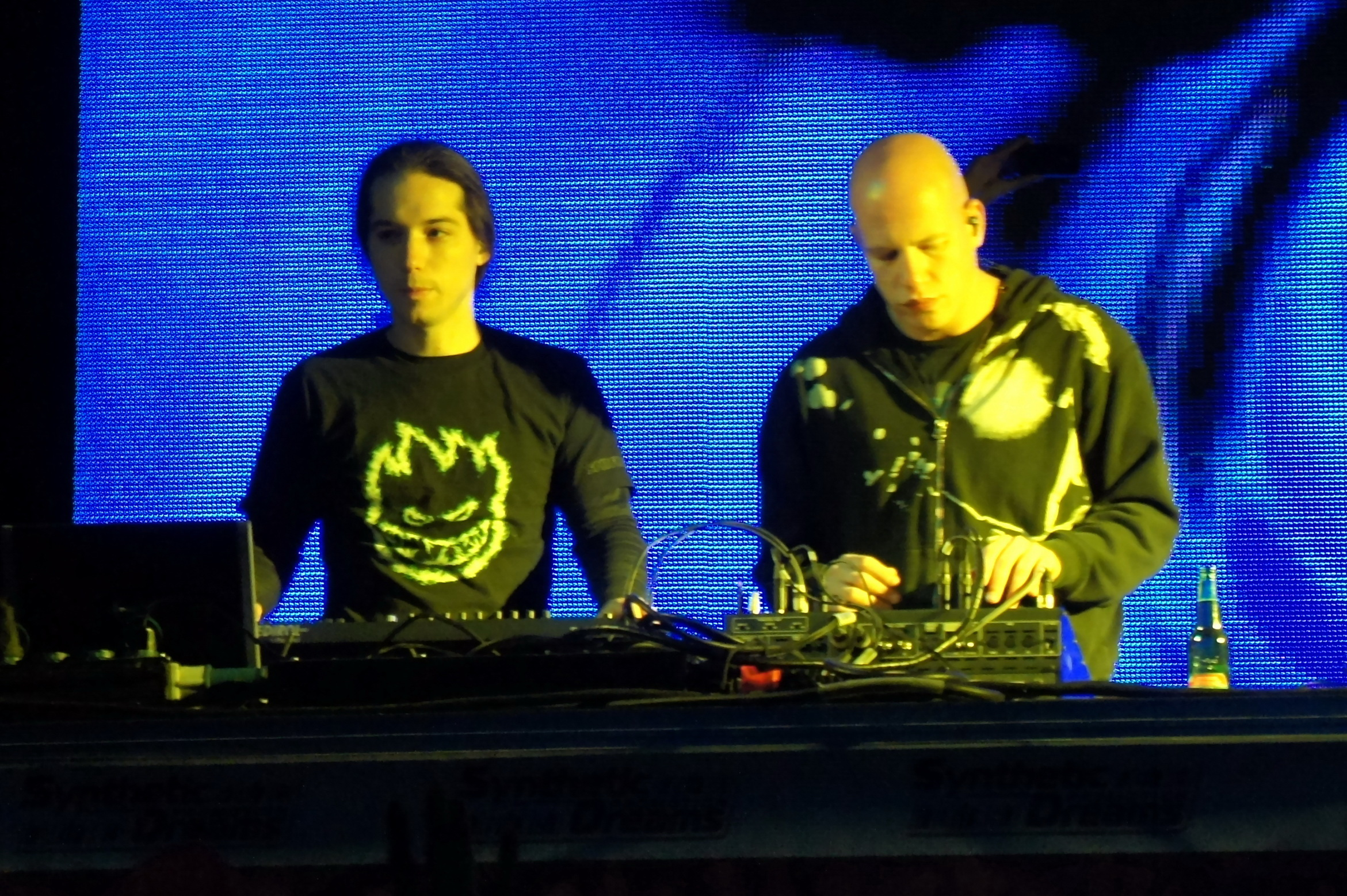
Infected Mushrooms, à l'Open Air en Russie, 2011.

Publié en septembre 2009, l'album Legend of the Black Shawarma est le successeur de Vicious Delicious. Sur cet opus, Jonathan Davis, chanteur du groupe KoЯn participe à la chanson Smashing the Opponent ; également inattendu, un remix des Doors (Riders on the Storm). L'album est baptisé en l'honneur du restaurant Shawarma Hazan Haifa, qui proposerait « d'excellents kébab » selon les membres unanimes du groupe — ils sont désormais cinq, depuis l'arrivée de Tom Cunningham (leur guitariste officiel basé aux États-Unis) et Rogério Jardim (percussionniste)[réf. nécessaire].
En 2012, le duo israélien publie Army of Mushrooms, après avoir dévoilé certains titres comme U R So Fucked ou The Rat. Cet album est plus électronique que ses deux prédécesseurs, et certains titres s'approchent du dubstep[réf. nécessaire]. On peut noter la reprise du morceau The Messenger rebaptisé The Messenger 2012.
Le groupe publie, le 6 janvier 2015, Friends on Mushrooms Deluxe, la réunion de leurs trois EP, Friends on Mushrooms, auxquels sont ajoutés un quatrième volume contenant quatre nouvelles pistes : KafKaf, Kazabubu, See Me Now, ainsi qu'un remix de Kipod, piste déjà présente dans le Friends on Mushrooms Vol 3. Le 11 septembre 2015, le groupe publie Converting Vegetarians II, mêlant plusieurs styles, du rock avec Pink Froid, inspirée par Pink Floyd, du dubstep avec Sense of Direction et un soupçon de trance, en les associant à leur style propre. Le 27 janvier 2017, le groupe publie son onzième album studio Return to the Sauce, qui se concentre sur leur style psytrance. Le 12 décembre 2018, le duo sort l'album "Head of NASA & The 2 Amish Boys", qui se concentre a la fois sur leur style psytrance et sur d'autres plus divers comme l'electro ou le hip-hop.

## Discographie

### Albums studio
- 1999 : The Gathering
- 2000 : Classical Mushroom
- 2001 : B.P. Empire
- 2003 : Converting Vegetarians
- 2004 : IM the Supervisor
- 2007 : Vicious Delicious
- 2009 : Legend of the Black Shawarma
- 2012 : Army of Mushrooms
- 2015 : Friends on Mushrooms
- 2015 : Converting Vegetarians II
- 2017 : Return to the Sauce
- 2018 : Head of NASA and the 2 Amish Boys
- 2020 : More than Just a Name
- 2022 : IM25
- 2024 : RE:BORN[10]

### Singles et EPs
- Mush Mushi
- Dream Theatre
- Acid Killer
- Intelligate EP, 1999
- Classical Mushroom EP, 2001
- Bust A Move EP, 2001
- BP Empire EP, 2001
- Birthday EP, 2002
- Deeply Disturbed, 2003
- Songs From The Other Side, 2003
- Cities Of The Future, 2004
- Stretched, 2005
- Becoming Insane EP, 2007
- Smashing the Opponent (Feat. Jon Davis), 2009
- Killing Time EP, 2010
- Deck & Sheker, 2010
- Pink Nightmares, 2011
- U R So F****d, 2012
- U R So Smart, 2012
- Evilution (with Datsik feat. Jonathon Davis), 2012
- Nation of Wusses, 2012
- Friends on Mushrooms, Vol.1, 2013
- Friends on Mushrooms, Vol. 2, 2013
- Friends on Mushrooms, Vol. 3, 2014
- Spitfire, 2017
- Shroomeez EP, 2021